# Henry Nicholas
Henry Thompson Nicholas III, detto Nick (Cincinnati, 1959), è un imprenditore e filantropo statunitense, co-fondatore ed ex co-presidente del consiglio di amministrazione, presidente e chief executive officer di Broadcom Corporation, una società che compare nella prestigiosa Fortune 500. È anche filantropo e leader del movimento per i diritti dei più deboli.
A partire dal 10 agosto 2018, Nicholas è stato classificato numero 781 nella lista di Forbes Billionaire, con un patrimonio netto di $ 3,1 miliardi.

## Gioventù
Nicholas è nato a Cincinnati, Ohio, da Marcella e Henry T. Nicholas Jr., e ha vissuto a Glendale, nell'Ohio, fino all'età di 4 anni. Suo padre era un avvocato dell'IRS e sua madre era un'insegnante e in seguito un'insegnante di teatro nel distretto scolastico della città di Princeton. Quando i suoi genitori divorziarono, si trasferì con sua madre e sua sorella a Los Angeles, in California.
Sua madre si è risposata con Robert Leach, giornalista e sceneggiatore di Hollywood, autore di sceneggiature e episodi di spettacoli televisivi classici come Perry Mason e Sea Hunt. Nicholas frequentò le scuole elementari a Malibu e alla Santa Monica High School. Durante la sua scuola, Nicholas soffriva di dislessia.
Ha conseguito il Bachelor of Science in Ingegneria Elettrica presso la UCLA School of Engineering nel 1982, dopo aver frequentato la United States Air Force Academy, a Colorado Springs, in Colorado. Nicholas ha conseguito un master nel 1985 e un dottorato di ricerca. in Ingegneria Elettrica dell'UCLA nel 1998. Il suo consigliere di dottorato era Henry Samueli. La sua tesi di dottorato su "Architetture, tecniche di ottimizzazione e implementazioni VLSI per sintetizzatori di frequenza digitali diretti" divenne la base per lo sviluppo del chip che lanciò Broadcom.

## Carriera
Dopo essersi laureato alla UCLA negli anni '80, Nicholas ha lavorato alla TRW a Redondo Beach, dove ha incontrato il Dr. Henry Samueli, il suo futuro socio in affari, che era anche professore di ingegneria alla UCLA. Successivamente, Nicholas si è trasferito a PairGain Technologies a Cerritos, in California, dove è stato direttore di Microelectronics. Lasciò PairGain nel 1991 per avviare Broadcom Corporation con Samueli.

## Broadcom
Nicholas ha fondato Broadcom con Samueli nella camera degli ospiti del condominio di Nicholas, Redondo Beach, nel 1991. Ciascuno ha investito $ 5.000 dei propri risparmi per far decollare l'attività. Hanno reso l'azienda pubblica nel 1998.
Nicholas si ritirò da Broadcom nel 2003, per ritirarsi a vita privata.

## Filantropia
La Fondazione Henry T. Nicholas, III si concentra sul miglioramento della qualità della vita attraverso investimenti in educazione, sport giovanili, medicina, tecnologia, forze dell'ordine e difesa nazionale.

### Attività benefiche

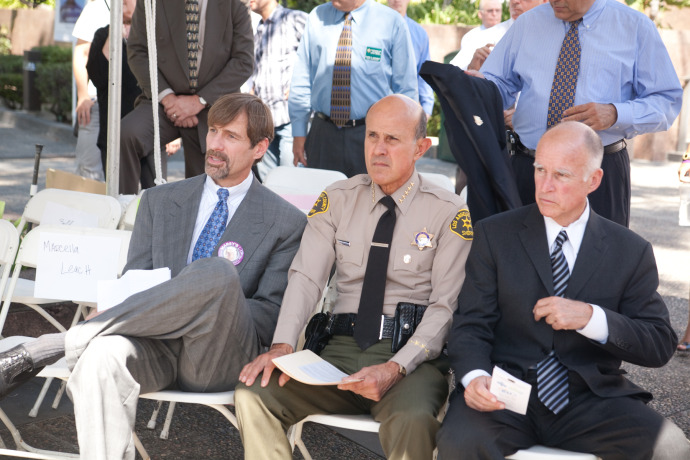
Henry Nicholas con Jerry Brown al National Day of Remembrance

La sorella di Nicholas, Marsalee (nata nel 1962) fu uccisa a colpi d'arma da fuoco dal suo ex fidanzato nel 1983, mentre Nicholas frequentava la scuola di specializzazione. Nicholas aiutò sua madre e suo patrigno, Marcella e Robert Leach, a fondare la Justice for Homicide Victims, Inc., un'organizzazione senza scopo di lucro che supporta le famiglie di vittime di omicidi.

### Produttore musicale
Nicholas è stato determinante per il successo di numerosi gruppi e artisti di alto profilo, tra cui Sublime, Dirty Heads, Orgy / Julien-K e Dead By Sunrise, il frontman dei Linkin Park, l'atto solista di Chester Bennington.

## Vita personale
Nicholas si sposò nel 1987; lui e la sua ex moglie Stacey, un ex ingegnere elettrico, hanno tre figli, Brett, Matthew e Shelby. Nicholas è ora divorziato e vive a Newport Coast, in California.
Nell'aprile 2008, si è volontariamente sottoposto a un programma di riabilitazione dall'alcool e ha completato il trattamento presso la Cliffside Malibu.
Dopo aver lasciato Broadcom, Nicholas ha lavorato come Distinguished Adjunct Professor di Ingegneria biomedica e ingegneria elettrica e informatica presso l'Università della California, a Irvine. Attualmente è in pensione.

## Controversie
Nicholas e altri dirigenti di Broadcom sono stati incriminati nel giugno 2008 per frode. Allo stesso tempo, Nicholas è stato anche accusato crimini legati alla droga. Le accuse causarono un notevole scandalo e furono oggetto di molte speculazioni sulla stampa.
Il giudice Cormac J. Carney ha respinto le accuse di frode nel dicembre 2009. Anche le accuse per droga sono state ritirate nel gennaio 2010. Il giudice, nel respingere le accuse, ha accusato l'accusa di una "vergognosa" campagna di intimidazione dei testimoni volta a garantire condanne ingiustificate.
Nell'agosto 2018, Nicholas fu arrestato a Las Vegas con l'accusa di traffico di droga, dopo che una varietà di droghe tra cui marijuana, eroina, cocaina, metanfetamina ed ecstasy furono trovate nella sua suite d'albergo.